# Lijst van gemeenten in Karabük
Onderstaande lijst bevat alle gemeenten (2000) in de Turkse provincie Karabük.
| District   | Gemeente   |
| ---------- | ---------- |
| Eflani     | Eflani     |
| Eskipazar  | Eskipazar  |
| Karabük    | Karabük    |
| Ovacık     | Ovacık     |
| Safranbolu | Ovacuma    |
| Safranbolu | Safranbolu |
| Yenice     | Yenice     |